# Giorgio Lingua
Giorgio Lingua (* 23. März 1960 in Fossano, Italien) ist ein römisch-katholischer Erzbischof und Diplomat des Heiligen Stuhls.

## Leben
Giorgio Lingua empfing nach seinem Studium am 10. November 1984 die Priesterweihe. Nach seiner Promotion in Kirchenrecht trat Lingua 1992 in den diplomatischen Dienst des Vatikans ein. Er war in den Vertretungen in der Elfenbeinküste und in den USA, im Staatssekretariat und zuletzt als Botschaftsrat an der Vertretung des Heiligen Stuhls in Serbien tätig.
Papst Benedikt XVI. ernannte ihn am 4. September 2010 zum Titularerzbischof von Tuscania und bestellte ihn zum Apostolischen Nuntius in Jordanien und im Irak. Die Bischofsweihe spendete ihm Kardinalstaatssekretär Tarcisio Bertone SDB am 9. Oktober 2010 im Petersdom; Mitkonsekratoren waren der Kardinalvikar für das Bistum Rom, Agostino Kardinal Vallini, und der Präfekt der Kongregation für die Institute geweihten Lebens und für die Gesellschaften apostolischen Lebens, Franc Kardinal Rodé CM.
Am 17. März 2015 ernannte ihn Papst Franziskus zum Apostolischen Nuntius in Kuba. Am 22. Juli 2019 ernannte ihn der Papst zum Apostolischen Nuntius in Kroatien.